# アゼルバイジャン・ソビエト社会主義共和国の国旗
アゼルバイジャン・ソビエト社会主義共和国の国旗は、「アゼルバイジャン共和国の主権、労働者・農民・知識人の破られることのない団結、共産主義社会を築くすべての民族・国籍の労働者の友好と兄弟愛の象徴」とされる。

## 変遷
ボリシェヴィキがアゼルバイジャン社会主義ソビエト共和国を樹立した1920年4月28日からしばらくの間は、赤旗の旗竿付近上部に白い星と三日月を表示したものが、非公式の国旗としてポスターなどで使用されていた。

1920年4月28日から1921年5月19日までの非公式の国旗

翌1921年5月19日に最初のアゼルバイジャン共和国憲法が採択され、その第104条では旗について次のように定められた。
実際には、当時のアゼルバイジャン語はアラビア文字で書かれていたため、国名略記もアラビア文字で 《.أ.ا.ﺵ.ﺝ》 と書かれ、ロシア共和国の国旗と同様に左上の領域は金色の帯で区切られていたものとみられる。

1921年5月19日から1922年12月30日までの国旗

1922年12月30日、アゼルバイジャン共和国中央執行委員会は、アゼルバイジャン語の表記についてアラビア文字とラテン文字を同等に扱う法令を採択したため、これにより国旗の文字にもラテン文字表記 "A.I.Ş.Ç." が加えられたとみられる。

1922年12月30日から1925年3月14日までの国旗

1924年12月4日の第4回全アゼルバイジャン・ソビエト大会において採択され、翌1925年3月14日に承認された新憲法の第104条にはこうある。

1925年3月14日から1920年代末までの国旗

1920年代末には、「社会主義」という語が "ishtirak" よりも "sosialist" とアゼルバイジャン語訳されるようになったため、国旗における国名略記も "A.S.Ş.Ç.", 《.أ.ﺱ.ﺵ.ﺝ》 とする変更が加えられた。

1920年代末から1930年2月14日までの国旗

その後、アゼルバイジャン語表記におけるアラビア文字からラテン文字への切り替えが1929年1月1日から最終段階を迎え、1930年2月14日に第7回全アゼルバイジャン・ソビエト大会で採択された新たな憲法の定めによって、国旗の国名表記はラテン文字のみとされるようになった。

1930年2月14日から1937年3月14日までの国旗

1937年中には再度アゼルバイジャン語訳に変更が加えられ、「ソビエト」は "şura" から "sovet" に、「共和国」は "çümhyrıjjetı" からロシア語の借用語である "respublikası" に置き換えられた。同年3月14日の第9回アゼルバイジャン臨時ソビエト大会において採択された新憲法の第152条には、国旗について次のような定めがある。

1937年3月14日から1940年3月20日までの国旗

1939年7月11日から翌1940年1月1日にかけて、アゼルバイジャン語アルファベットのラテン文字からキリル文字への切り替えが行われた。そして同年3月20日のアゼルバイジャン共和国最高会議幹部会令によって、国旗上の国名略記も «АзССР» に変更することが定められた。

1940年3月20日から1952年10月7日までの国旗

1952年10月7日には、ソビエト連邦の国旗に基づいた新たな国旗のデザインが制定された。「アゼルバイジャン・ソビエト社会主義共和国の国旗に関する規則」は、1956年5月5日にアゼルバイジャン共和国最高会議幹部会によって承認された。
1978年に採択、1981年3月16日に承認された新憲法によって、旗の裏面には鎌と槌と星を表示しないことが付け加えられた。
その後、ソビエト連邦の崩壊に際し、1990年11月29日に大統領令によってアゼルバイジャンの国旗は新たに三色旗として制定された。

1990年11月29日からのアゼルバイジャン国旗